# البرتو لومباردی
البرتو لومباردی (انگلیسی: Alberto Lombardi; ۲۱ اوت ۱۸۹۳ – ۱۰ آوریل ۱۹۷۵) سوارکار اهل ایتالیا بود.